# 15 до н. е.

## Події

### Римська імперія
- Тиберій і Друз вторглися в Рецію і в один літній похід завоювали провінцію.
- Утворена римська провінція Лузітанія.
- Кельтське плем'я Норік, зокрема зі своїм поселенням Віндобона, ввійшло до складу Римської імперії.
- Після довготривалої війни римлянами остаточно переможені скордіски.
- XIII римський легіон «Gemina» завоював місто Віндобона (тепер Відень).
- Марк Лівій Друз Лібон і Луцій Кальпурній Пізон обрані консулами.

## Народились
- 24 травня — Германік, відомий римський діяч, зокрема прославився як воєначальник широкомасштабних германських кампаній, поет, консул 18 і 12 років.
- Публій Корнелій Лентул Сципіон — політичний та військовий діяч Римської імперії, консул-суффект 24 року

## Померли
- Луцій Мунацій Планк — політичний та військовий діяч пізньої Римської республіки та ранньої Римської імперії, відомий красномовець.